# フレームインフ
フレームインフ（株式会社frame inf.）は、日本のテレビ番組制作会社。

## 概要
テレビ番組、企業向けのコマーシャル、ビジュアルプロモーション、Webなど映像全般を制作している

## 主な番組制作
太字：現在放映中の番組また、特番の場合は継続中。

### 2006年〜2009年
レギュラー
- 行列のできる法律相談所（日本テレビ、2006年〜）
- ひみつのアラシちゃん!（TBS、2008年4月〜2009年5月）

単発・特番
- 朝までダメテレビ〜コンプレックスに打ち勝って脱ダメ人間!!〜（日本テレビ、2009年9月〜）

### 2010年代
レギュラー
- 芸人報道（日本テレビ、2010年4月〜2011年3月）
- がっちりアカデミー!!（TBS、2010年4月〜2011年9月）
- FOOT×BRAIN（テレビ東京、2011年4月〜）
- 男のヘンサーチ!!（TBS、2011年10月〜2012年9月）
- 衝撃速報!アカルイ☆ミライ（毎日放送、2012年4月〜9月）
- イチオシ大予想TV「馬キュン!」（BSフジ　2013年2月〜）
- タビノイロ。〜旅美人への手紙〜（フジテレビ）
- 櫻井有吉アブナイ夜会（TBS　2014年4月〜2016年3月）
- アメージパング!（TBS 2014年4月〜）
- 主治医が見つかる診療所（テレビ東京　2014年4月〜）
- ダウンタウンなう（フジテレビ　2015年4月〜）
- 櫻井・有吉 THE夜会（TBS　2016年4月〜）
- フルタチさん（フジテレビ　2016年11月〜2017年9月）
- 住まいのダイエット（朝日放送  2017年4月〜9月）
- モノシリーのとっておき〜すんごい人がやってくる!〜（フジテレビ 2017年11月〜2018年9月）
- 消えた天才（TBS　2018年10月〜2019年8月）
- 坂上&指原のつぶれない店（TBS　2019年10月〜）
- クイズ!THE采配（TBS　2019年12月）

単発・特番
- 世界はツナガリー!!（TBS、2011年9月）
- モノシリーのとっておき〜最強ビックリ映像祭2時間SP〜（フジテレビ　2019年2月〜）

### 2020年代
レギュラー
- これって私だけ?（朝日放送　2020年7月〜）

単発・特番
- もしも動画グランプリ☆AIでおもしろ夢動画25連発!超一流アスリートが裸芸人に☆（TBS　2020年4月）
- もしもAI動画大賞（TBS　2020年8月〜）
- THE鬼タイジ（TBS　2021年3月～）
- THEプラチナリスト〜スターが生まれた伝説の名簿〜（TBS　2022年9月）